# Hikimayu
Hikimayu (引眉) é a prática de remover as sobrancelhas naturais e pintar manchas na testa, comum no Japão pré-moderno.

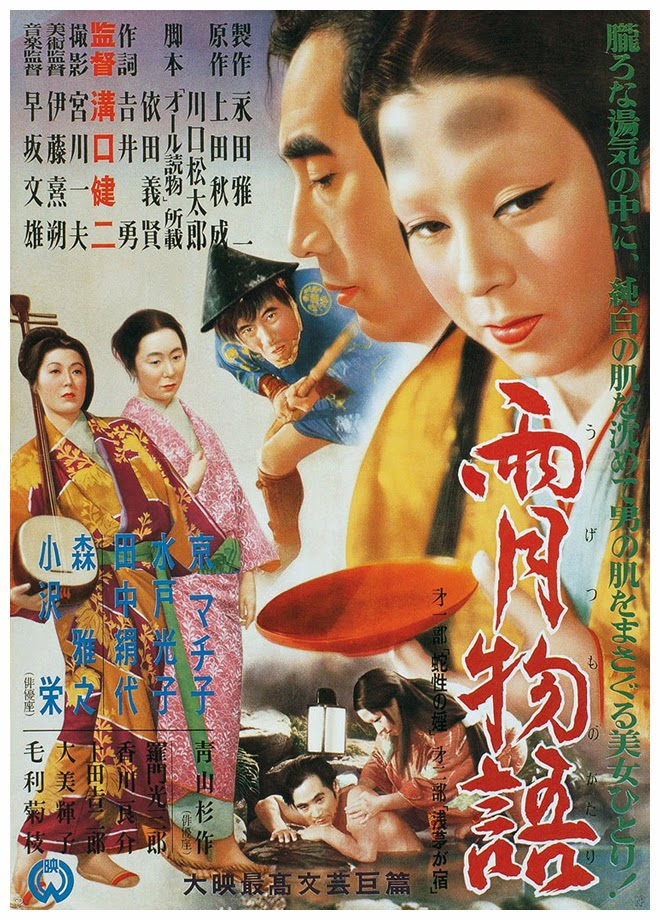
Um cartaz para o filme de 1953 Ugetsu monogatari (Contos da Lua Vaga). A mulher em primeiro plano tem hikimayu.

Hiki significa "puxar" e mayu significa "sobrancelha". Mulheres da aristocracia japonesa arrancavam com pinças ou raspavam suas sobrancelhas, e pintavam novas na testa, próximas à linha do cabelo, usando uma tinta em pó chamada haizumi, feita de fuligem de gergelim queimado ou óleo de colza.

## História
Hikimayu apareceu pela primeira vez no século VIII, quando a corte imperial japonesa passou a adotar os costumes chineses. Mulheres da nobreza começaram a pintar seus rostos com um pó branco chamado oshiroi. Uma teoria suposta para a origem do hikimayu é que a remoção das sobrancelhas naturais tornava o ato de passar oshiroi mais fácil. As sobrancelhas eram desenhadas em formato de arco, como era costumeiro na China. As mulheres também passaram a pintar os dentes de preto, prática conhecida como ohaguro. O ato de arrancar as sobrancelhas se tornou ainda mais popular depois dos cortes diplomáticos com a China, ocorridos durante a dinastia Tang.
Durante os últimos anos do período Heian, que terminou em 1185, até os homens pintavam seus rostos de branco, os dentes de preto e faziam hikimayu. Já entre as mulheres, a moda permaneceu por muitos séculos. Até os dias atuais, as máscaras para os papéis de jovens mulheres do teatro noh, que surgiu no século XIV, geralmente tem sobrancelhas nesse estilo .
No período Edo, a partir do século XVII, hikimayu e ohaguro passaram a ser feitos apenas por mulheres casadas; e quando a política de isolacionismo do Japão se encerrou, na segunda metade do século XIX, e a cultura ocidental passou a ser adotada, tomou-se que as sobrancelhas pintadas na testa e os dentes enegrecidos não eram mais apropriados para uma sociedade moderna e hikimayu e ohaguro foram banidos, em 1870. Hoje em dia são utilizados apenas em dramas históricos como o noh, e, ocasionalmente, em celebrações e festivais locais.

## Na cultura popular
Além do hikimayu ser presente no teatro noh, várias passagens em textos clássicos do período Heian, como Genji Monogatari e O Livro do Travesseiro, mencionam a técnica de maquiagem.
No cinema japonês moderno, também pode ser visto em filmes clássicos, como Trono Manchado de Sangue, de Akira Kurosawa, e Contos da Lua Vaga, de Kenji Mizoguchi. Neste último, a protagonista usa sobrancelhas pintadas no estilo hikimayu em boa parte do filme, estética que pode ser vista no cartaz original de release do filme no Japão.